# Roberto Roberti

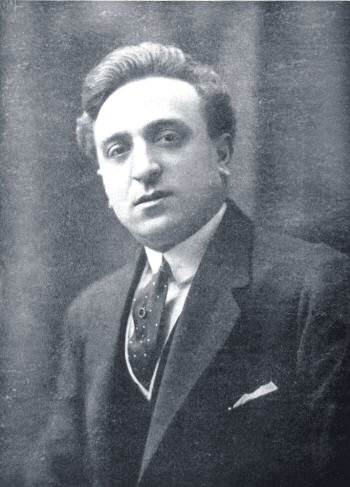
Roberto Roberti 1918

Roberto Roberti (eigentlich Vincenzo Leone; * 5. April 1879 in Torella dei Lombardi; † 6. März 1959 ebenda) war ein italienischer Filmregisseur und Schauspieler.

## Leben
Nach dem Gymnasialbesuch bei den Salesianern in Cava de’ Tirreni legte Leone einen Universitätsabschluss der Universität Neapel Federico II in Rechtswissenschaften ab. Seit 1901 gehörte er zu einem Zirkel von Liebhabern des neuen Mediums Film. Gefördert von Ermete Novelli gehörte er ab 1904 zum Künstlerkreis um Irma Gramatica, neben der er in La figlia di Iorio als Darsteller spielte und die ihm seinen Künstlernamen gab, unter dem er sein professionelles Leben lang fungierte. 1905 gehörte er der Schauspielkompagnie von Ida Carloni Talli-Irma Gramatica-Oreste Calabresi an. Zu Anfang des Jahres 1912 stand er mit Eleonora Duse und dann neben Ferruccio Garavaglia auf der Bühne. Bereits im Jahr zuvor war Robertis Filmdebüt in Carlo Alberto Lollis La bufera erfolgt.
Nach dem Tod von Garavaglia im April 1912 widmete sich Roberti ausschließlich dem Kino, in dem er als Schauspieler und Regisseur (oftmals unter Beteiligung seiner Ehefrau Bice Valerian) für die Aquila Film bis 1917 zahlreiche Dramen und Kostümfilme inszenierte. Ab 1918 galt er als Stammregisseur Francesca Bertinis, neben der er im Jahr zuvor in La piccola fonte gespielt hatte. Bis 1921 waren zahlreiche Kinowerke dieser Zusammenarbeit entsprungen. Dann unterbrach die Krise des italienischen Kinos und seine politische, antifaschistische Einstellung, seine Karriere abrupt und für viele Jahre. Bis 1929 kamen  nur noch drei Filme unter Robertis Regie heraus, dann war erst 1939 Il socio invisibile sein Tonfilmdebüt. Zwei weitere, unbemerkenswerte, Streifen folgten – sein letzter, 1944 gedrehter Film erschien erst sechs Jahre später.
Roberti ist der Vater Sergio Leones.

## Filmografie (Auswahl)
- 1912: Il fascino del male
- 1944: Il folle di Marechiaro